# Oropogon bicolor
Oropogon bicolor är en lavart som beskrevs av Essl. Oropogon bicolor ingår i släktet Oropogon och familjen Parmeliaceae.   Inga underarter finns listade i Catalogue of Life.